# Hierofante (cruz)

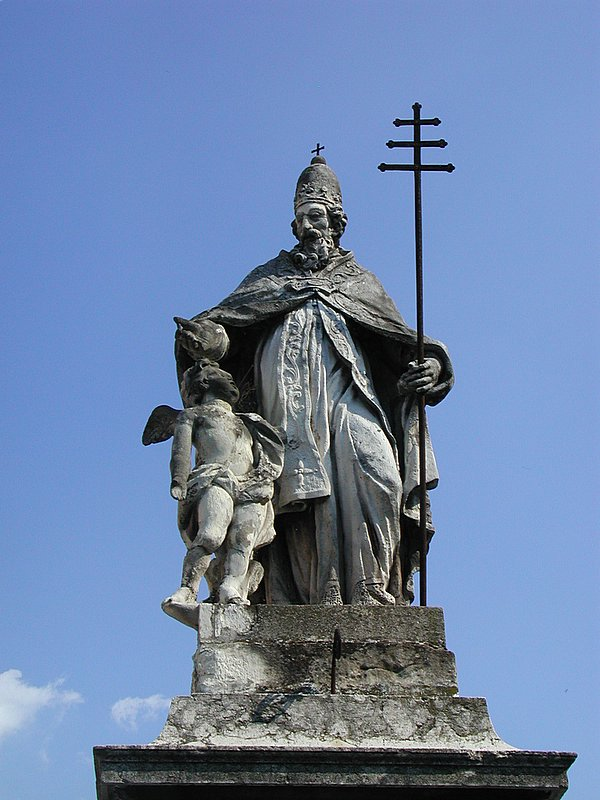
Imagem do Papa Silvestre I portando o hierofante.

Hierofante, cruz papal ou cruz tripla é uma figura geométrica formada por uma haste vertical e três barras que cruzam a haste em um ângulo de 90°, sendo estas barras decrescentes em tamanho, conforme se aproximam da extremidade superior.
O nome "hierofante" provem do grego "ίεροφαντης", significando "o alto demonstrador da sacralidade". A palavra provem da união de dois vocábulos gregos: "ίερος" (sagrado, santo) e "φανειν" (mostrar, manifestar, fazer visível, fazer brilhar).
Esta cruz é muito usada na heráldica eclesiástica, sendo colocada nas mãos dos tenentes dos brasões papais, ou sejam, anjos de carnação que sustentam estes brasões. 
As três barras horizontais, tal qual as três coroas da Tiara, representam as três funções do Papa, como Sucessor de Pedro: sacerdócio, jurisdição e magistério.
A Cruz papal se diferencia da Cruz arquiepiscopal, por esta última apresentar apenas duas barras que cortam a haste.
Em algumas cerimônias, como na abertura da Porta Santa, os papas fazem uso do hierofante, como cruz processional com três barras.